# گاس فرینگ
گوستاوو (گاس) فرینگ (به انگلیسی: Gustavo (Gus) Fring) یک شخصیت ساختگی در سریال‌های برکینگ بد و بهتره با ساول تماس بگیری بود که جیانکارلو اسپوزیتو نقش او را بازی کرد. فرینگ یک آمریکایی- شیلیایی، که یکی از توزیع کنندگان شیشه در جنوب غربی ایالات متحده بود که از چندین تجارت مشروع از جمله یک رستوران‌های زنجیره ای به نام لوس پولوس هرمانوس (برادران مرغی) و یک فروشگاه شستشوی صنعتی به نام Lavanderia Brillante as استفاده می‌کرد. او نقش مدیری فعال در مدیریت کسب و کارهای پیشین خود را ایفا می‌کند و رابطه ای دوستانه با مأموران البوکرکی، نیومکزیکو آمریکا داشت با این حال، گاس شخصیتی بی رحم در مدیریت امپراتوری مواد مخدر گسترده خود است.